# Charlepoeng
Charles de Loupoigne (echte naam: Charles-François Jacqmin) (Brussel, 14 maart 1761- Loonbeek, 30 juli 1799), ook wel "Cousin Charles" genoemd of "Charlepoeng”, de naam waaronder hij het meest bekend is, was een Zuid-Nederlands verzetsstrijder. Hij werd vooral bekend dankzij zijn acties tegen de Franse bezetters in de jaren 1790-1799. Zijn verzetsdaden in de jaren 1795-1796 vormden een inspiratie voor de latere Boerenkrijg. 

## Biografie

### Jeugd
Hij werd als Charles-François Jacqmin geboren in Brussel als zoon van een jeneverstoker. Zijn familie sprak thuis Frans, maar hij leerde Nederlands door met zijn speelkameraadjes om te gaan. Jacqmin studeerde voor chirurgijn, maar voltooide zijn opleiding niet. In januari 1786 huwde hij met een veel oudere, maar bemiddelde weduwe. Na haar dood hertrouwde hij op 29 september 1787 met de 19-jarige Joanna Deinsman, met wie hij een dochter en zoon kreeg. Het gezin begon een wijnhandel maar ging later failliet. In juli 1789 werd Jacqmin benoemd tot wijnroeier van de accijnzen in Brussel.

### Brabantse Omwenteling
Toen de Brabantse Omwenteling uitbrak en de Fransen het Oostenrijkse bewind in de Zuidelijke Nederlanden verjoegen, verloor Jacqmin zijn baan. Hij kwam tijdens deze periode aan de kost als werver van soldaten in Oostenrijkse dienst voor het regiment "Groen Laudon". Toen dit leger op 5 november 1794 in Neuss de Rijn wilde oversteken werd Jacqmin krijgsgevangene gemaakt. Men sloot hem op in Charleville, maar eind december ontsnapte hij naar Brabant. Men arresteerde hem op 6 maart 1795 echter opnieuw in zijn schuilplaats in Aalst en bracht hem over naar de citadel van Doullens. Enkele maanden later werd hij na borgbetaling weer vrijgelaten.

### Charles de Loupoigne of "Charlepoeng"
In juni 1795 dook hij op in Loupoigne (tegenwoordig in Waals-Brabant), waar hij onderdak kreeg van de pachter Antoine Bève. Jacqmin nam hierbij de schuilnaam "Charles de Loupoigne" aan, wat in de volksmond verbasterd zou worden als "Charlepoeng". Hij besloot zich te verzetten tegen de Franse bezetting van de Zuidelijke Nederlanden en richtte een veertig man tellend leger op, "L' Armée Belgique". Een ver familielid, leidekker Antoine Lecocq uit Baulers werd zijn luitenant.
Op 3 januari 1796 overvielen De Loupoignes troepen een gieterij in Genepiën die door Franse soldaten in beslag werd genomen en waaraan een wapenatelier was verbonden. Ze namen iedereen gevangen en hakten de vrijheidsboom voor de “Auberge du Roy d'Espagne” om. De Franse soldaten waren totaal verrast, vooral omdat Frankrijk en Oostenrijk op 21 december 1795 een wapenstilstand hadden ondertekend. De Loupoignes verzetsdaad zorgde ervoor dat hij meer vrijwilligers kreeg die zich bij zijn troepen kwamen aanmelden. Op 4 januari 1796 organiseerde zijn leger een hinderlaag nabij het kruispunt "Quatre Bras", niet ver van Charleroi. Hierbij werden 24 Fransen gevangengenomen en 104 legerpaarden buitgemaakt. In de omgeving van Gosselies beroofden ze ook nog een postkoets die op weg was van Charleroi naar Brussel. Ze namen drie reizigers gevangen. Een van hen, Chapel, wist later te ontsnappen en lichtte in Brussel de Franse autoriteiten in over de gebeurtenissen. 
Vanuit Brussel werd onmiddellijk een garnizoen naar Gosselies gestuurd, onder leiding van commandant Carette. Doordat hij De Loupoignes troepen 's nachts aanviel, terwijl de meeste soldaten sliepen of dronken waren, kon hij hen gemakkelijk overmeesteren. Toch wisten de meesten te ontkomen. Antoine Lecocq, die door hen gevangen was genomen, werd ondervraagd. Zo kwamen de Fransen de ware identiteit van "Charlepoeng" te weten. Lecocq werd ter dood veroordeeld en op 17 januari 1796 gefusilleerd in de steeg bij de Place de la Liberté. Op 25 februari veroordeelde men ook Charlepoeng bij verstek ter dood. Samen met hem werd Dom Guillaume de Chentinne, de prior van de cisterciënzerabdij van Villers waar De Loupoigne lange tijd had ondergedoken, ter dood veroordeeld. De Chentinne zou zich later verschuilen bij zijn broer in Charleroi. Uiteindelijk zou hij dankzij een amnestiemaatregel worden vrijgesproken en stierf hij op 5 november 1811 in Geten een natuurlijke dood.

### De Boerenkrijg
De Loupoigne leefde nog steeds een ondergedoken bestaan en veranderde van tactiek. Voortaan zou hij Franse soldaten intimideren door hun wapens, munitie en muncipale geldkassen te beroven. Op 18 april 1797 sloten Frankrijk en Oostenrijk wapenstilstand. Ook De Loupoigne staakte hierbij zijn verzetsdaden. Hij nam niet actief deel aan de Boerenkrijg, maar op 19 juli 1799 nam hij opnieuw de wapens op. In de omgeving van Blanden nam hij Van Billioen gevangen, de ex-muncipale agent van het dorp. Van Billioen hielp vroeger de brigands tijdens de Boerenkrijg, maar had inmiddels zijn steun aan de beweging opgezegd. Daarom liet De Loupoigne hem uit wraak terechtstellen. Op 23 juli werd ook een andere ex-brigand Guilliam Bartholomeus om dezelfde reden door hem gevangengenomen en geëxecuteerd.

### Dood
De Loupoignes leger was inmiddels aanzienlijk gegroeid en hij waagde zich nu aan een gewapende opstand tegen de Franse bezetter. Op 30 juli dwong hij in Neerijse twee ex-brigands om zich bij zijn leger aan te sluiten. Het tweetal ontsnapte, maar liep hierbij in de armen van een Franse mobiele colonne aan wie ze uiteindelijk De Loupoignes schuiloord verklikten. Zo kwam De Loupoigne uiteindelijk in het Margijsbos in Loonbeek aan zijn einde. Zijn "Armée Belgique" werd omsingeld en hij sneuvelde in de strijd. De Franse troepen onthoofdden hem en brachten het hoofd naar Brussel waar het drie uur lang werd tentoongesteld op de Grote Markt.

### Nalatenschap
In Loupoigne bestaat er een Chemin du Cousin Châles en een Promenade Charles de Loupoigne. In Ottignies-Louvain-la-Neuve is er ook een Rue Charles de Loupoigne. Op 14 juli 1940 werd in Loonbeek een gedachteniskruis voor hem opgericht. Tegenwoordig bevindt dit kruis zich tegen de kapelmuur van het scoutsdomein “De Kluis” in Sint-Joris-Weert. 
In de stripreeks Bakelandt komt Bakelandts bende hem tegen in het album Zita op de planken.

## Bron
- MARTENS, Erik, "De Boerenkrijg in Brabant (1798-1799). De opstand van het jaar 7 in het Dijledepartement", Uitgeverij De Krijger, 2005, blz. 13-22, 46, 47, 51, 79, 115, 134, 151, 155-158, 186, 190-193.